# Alexander Braverman
Alexander Braverman (russisch Александр Эммануилович Браверман, * 8. Juni 1974 in Moskau) ist ein israelischer Mathematiker.
Braverman, Sohn Emmanuil Brawermans, machte 1993 seinen Bachelor-Abschluss in Mathematik an der Universität Tel Aviv, an der er 1998 bei Joseph Bernstein promoviert wurde (Kazhdan-Laumon Representations of Finite Chevalley Groups, Character Sheaves and Some Generalization of the Lefschetz-Verdier Trace Formula). 1997 bis 1999 war er Moore-Instructor am Massachusetts Institute of Technology und danach bis 2004 Assistant Professor und Benjamin Peirce Lecturer an der Harvard University. Von 2004 bis 2009 war er Associate Professor und anschließend bis 2015 Full Professor an der Brown University. Seit 2015 ist er Professor am Department of Mathematics der University of Toronto. Er war unter anderem als Gastwissenschaftler am Institute for Advanced Study (1997, 1999), der Universität Paris VI und Paris-Nord, der Hebrew University in Jerusalem, dem Weizmann-Institut, am Clay Mathematics Institute (2003 als Clay Mathematics Institute Prize Fellow) und am IHES bei Paris.
Braverman beschäftigt sich insbesondere mit dem geometrischen Langlands-Programm aus der Schnittstelle von Zahlentheorie, Algebraischer Geometrie und Darstellungstheorie, die auch Anwendungen in der mathematischen Physik hat.
2006 war er Invited Speaker auf dem Internationalen Mathematikerkongress in Madrid (Spaces of quasi-maps into the flag varieties and their applications). Er ist auch Ko-Autor des Plenarvortrags von David Kazhdan auf dem ICM 2022 (Automorphic functions on moduli spaces of bundles on curves over local fields: a survey).